# Hrabstwo Clinton (Michigan)
Clinton – hrabstwo w stanie Michigan w USA. Siedzibą hrabstwa jest St. Johns. Zostało nazwane na cześć wczesnego amerykańskiego polityka DeWitta Clintona.

## Miasta
- De Witt
- East Lansing
- Grand Ledge
- St. Johns

## CDP
- Bath
- Lake Victoria
- Wacousta

## Wioski
- Eagle
- Elsie
- Fowler
- Hubbardston
- Maple Rapids
- Ovid
- Westphalia

## Hrabstwo Barry graniczy z następującymi hrabstwami
- północ – hrabstwo Gratiot
- północny wschód – hrabstwo Saginaw
- wschód – hrabstwo Shiawassee
- południowy wschód – hrabstwo Ingham
- południowy zachód – hrabstwo Eaton
- zachód – hrabstwo Ionia
- północny zachód – hrabstwo Montcalm